# Crotaphopeltis hippocrepis
Espèce
Synonymes
- Dipsas hippocrepis Reinhardt, 1843

Crotaphopeltis hippocrepis est une espèce de serpents de la famille des Colubridae.

## Répartition
Cette espèce se rencontre au Bénin, dans la partie supérieure de la Volta au Burkina Faso, au Cameroun, en Côte d'Ivoire, au Ghana, en Guinée, en République centrafricaine, en Sierra Leone, au Nigeria et au Togo.

## Description
Crotaphopeltis hippocrepis a le dos brun irrégulier sans taches blanches sauf chez les juvéniles où l'occiput est blanc. Ses tempes présentent une tache brun foncé qui s'étend jusqu'à la partie postérieure de la mâchoire. Sa face ventrale et le dessous de la queue sont blanc, crème ou jaunâtre avec, en général, une ligne médiane sous la queue.

## Publication originale
- Reinhardt, 1843 : Beskrivelse af nogle nye Slangearter. Det Kongelige Danske videnskabernes Selskabs Skrifter, vol. 10, p. 233-279 (texte intégral).